# محمدعلی فرخیان
محمدعلی فرخیان (زاده ۱۳۱۴ در شیراز – درگذشتهٔ ۷ بهمن ۱۴۰۰) کشتی‌گیر آزاد و فرنگی‌کار ایرانی و عضو تیم ملی کشتی آزاد بود.

## پیشینه
در کارنامه افتخارات وی، مدال نقره قهرمانی کشتی جهان ۱۹۶۵ منچستر و مدال نقره بازی‌های آسیایی ۱۹۶۶ بانکوک به چشم می‌خورد.
محمدعلی فرخیان با کسب مدال نقره، زمینه‌ساز قهرمانی تیم کشتی آزاد ایران در مسابقات منچستر انگلیس (۱۹۶۵) شد، از این رو، از مدال نقره وی، به طلایی‌ترین نقره ایران در ادوار مختلف مسابقات کشتی قهرمانی جهان یاد می‌شود.
وی در مسابقه انتخابی، المپیک ۱۹۶۰ رم، در حالیکه جوانی ۲۵ ساله بود، مسابقه را به محمد مهدی یعقوبی ۳۰ ساله که تجربه حضور در دو المپیک را داشت (المپیک ۱۹۵۲ هلسینکی و  المپیک ۱۹۵۶ ملبورن که موفق به کسب مدال نقره گردید)، واگذار کرد و از پوشیدن دوبنده تیم ملی کشتی در المپیک بازماند.
حاصل کار، محمدعلی فرخیان در مسابقات کشتی آزاد قهرمانی کشور کسب ۱ نشان طلا، ۱ نقره و ۲ برنز و در کشتی فرنگی قهرمانی کشور کسب ۱ نشان طلا می‌باشد.